# Matías Sandes
Carlos Matías Sandes Steinmetz (Mendoza, 14 giugno 1984) è un cestista argentino con cittadinanza spagnola.

## Carriera
Con l'Argentina ha disputato due edizioni dei Campionati americani (2007, 2009).

## Palmarès
- Supercoppa spagnola: 1

Saski Baskonia: 2006
- Campionato argentino: 2

San Lorenzo: 2016-17, 2017-18
- Torneo Súper 4: 1

San Lorenzo: 2016-17